# Campeonato Mundial Júnior de Natação de 2006
A 1ª edição do Campeonato Mundial Júnior de Natação foi a edição inaugural do campeonato organizado pela FINA para atletas inferiores a 17 anos para as meninas, e 18 anos para os meninos, até 31 de dezembro. A competição é realizada em piscina longa (50 metros), sendo a 1ª edição realizada de 22 à 27 de agosto de 2006, no Parque Aquático Júlio de Lamare, no Rio de Janeiro, Brasil.

## Resultados
Abaixo os resultados finais do campeonato. 

### Masculino
| Evento         | Ouro                                                                                | Ouro      | Prata                                                                         | Prata    | Bronze                                                                              | Bronze   |
| -------------- | ----------------------------------------------------------------------------------- | --------- | ----------------------------------------------------------------------------- | -------- | ----------------------------------------------------------------------------------- | -------- |
| Livre          |                                                                                     |           |                                                                               |          |                                                                                     |          |
| 50 m           | Yoris Grandjean · Bélgica                                                           | 22.74     | Sergey Fesikov · Rússia                                                       | 22.92    | Wesley Gilchrist · África do Sul                                                    | 23.19    |
| 100 m          | Yoris Grandjean · Bélgica                                                           | 50.32     | Sergey Fesikov · Rússia                                                       | 50.84    | Michele Santucci · Itália                                                           | 51.24    |
| 200 m          | Cesare Sciocchetti · Itália                                                         | 1:51.97 = | Yoris Grandjean · Bélgica                                                     | 1:52.20  | Scott Flowers · Estados Unidos                                                      | 1:52.23  |
| 400 m          | Mateusz Matczak · Polónia                                                           | 3:54.99   | Cesare Sciocchetti · Itália                                                   | 3:56.49  | Juan Luis Rodriguez · Espanha                                                       | 3:56.68  |
| 800 m          | Maciej Hreniak · Polónia                                                            | 8:04.84   | Juan Luis Rodriguez · Espanha                                                 | 8:06.92  | Davide Sitti · Itália                                                               | 8:09.67  |
| 1500 m         | Maciej Hreniak · Polónia                                                            | 15:28.42  | Juan Luis Rodriguez · Espanha                                                 | 15:32.83 | Ian Rowe · Estados Unidos                                                           | 15:33.97 |
| Costas         |                                                                                     |           |                                                                               |          |                                                                                     |          |
| 50 m           | Leonardo Guedes · Brasil                                                            | 26.26     | Damiano Lestingi · Itália                                                     | 26.52    | Garth Tune · África do Sul                                                          | 26.57    |
| 100 m          | Damiano Lestingi · Itália                                                           | 55.74     | Leonardo Guedes · Brasil                                                      | 56.43    | Matthew Thompson · Estados Unidos                                                   | 57.42    |
| 200 m          | Cory Chitwood · Estados Unidos                                                      | 2:00.68   | Damiano Lestingi · Itália                                                     | 2:00.84  | Scott Flowers · Estados Unidos                                                      | 2:01.66  |
| Peito          |                                                                                     |           |                                                                               |          |                                                                                     |          |
| 50 m           | Mattia Pesce · Itália                                                               | 28.43     | Csaba Szilágyi · Sérvia                                                       | 29.05    | Edgar Crespo · Panamá                                                               | 29.13    |
| 100 m          | Edoardo Giorgetti · Itália                                                          | 1:02.31   | Mattia Pesce · Itália                                                         | 1:02.65  | Mikhael Ermolaev · Rússia                                                           | 1:03.46  |
| 200 m          | Edoardo Giorgetti · Itália                                                          | 2:15.44   | Luca Pizzini · Itália                                                         | 2:15.56  | Giedrius Titenis · Lituânia                                                         | 2:16.57  |
| Borboleta      |                                                                                     |           |                                                                               |          |                                                                                     |          |
| 50 m           | Yauheni Lazuka · Bielorrússia                                                       | 24.56     | Cândido Silva Junior · Brasil                                                 | 24.91    | Kirill Chibisov · Rússia                                                            | 24.94    |
| 100 m          | Ivan Lenđer · Sérvia                                                                | 54.31     | Daniel Bego · Malásia                                                         | 54.40    | Kirill Chibisov · Rússia                                                            | 54.63    |
| 200 m          | Dinko Jukić · Áustria                                                               | 2:01.64   | Daniel Bego · Malásia                                                         | 2:02.13  | Marco Camargo · Equador                                                             | 2:04.41  |
| Medley         |                                                                                     |           |                                                                               |          |                                                                                     |          |
| 200 m          | Scott Flowers · Estados Unidos                                                      | 2:03.62   | Xavier Mohammed · Reino Unido                                                 | 2:04.69  | Denys Dubrov · Ucrânia                                                              | 2:04.70  |
| 400 m          | Scott Flowers · Estados Unidos                                                      | 4:21.33   | Mateusz Matczak · Polónia                                                     | 4:23.42  | Dinko Jukić · Áustria                                                               | 4:24.39  |
| Revezamento    |                                                                                     |           |                                                                               |          |                                                                                     |          |
| 4×100 m livre  | Itália · Marco Pellizzon · Damiano Lestingi · Michele Santucci · Cesare Sciocchetti | 3:26.84   | Rússia · Mikhail Polischuk · Dmitri Chechulin · Anton Anchin · Sergey Fesikov | 3:27.36  | África do Sul · Graeme Moore · Jay-Cee Thomson · Garth Tune · Wesley Gilchrist      | 3:29.52  |
| 4×200 m livre  | Itália · Filippo Barbacini · Manuel Vicenzi · Damiano Lastingi · Cesare Sciocchetti | 7:32.23   | Brasil · Alan Silva · João de Lucca · José Rezende Neto · Marcelo Monteiro    | 7:37.36  | África do Sul · Riaan Schoeman · Jay-Cee Thomson · Morne Boshoff · Wesley Gilchrist | 7:40.97  |
| 4×100 m medley | Itália · Damiano Lestingi · Edoardo Giorgetii · Marco Pellizzon · Michele Santucci  | 3:44.22   | Rússia · Anton Anchin · Mikhael Ermolaev · Kirill Chibisov · Sergey Fesikov   | 3:44.28  | Brasil · Leonardo Guedes · Mauricio Pereira Filho · Frederico Castro · Alan Silva   | 3:50.23  |

### Feminino
| Evento         | Ouro                                                                                           | Ouro     | Prata                                                                                  | Prata    | Bronze                                                                                 | Bronze   |
| -------------- | ---------------------------------------------------------------------------------------------- | -------- | -------------------------------------------------------------------------------------- | -------- | -------------------------------------------------------------------------------------- | -------- |
| Livre          |                                                                                                |          |                                                                                        |          |                                                                                        |          |
| 50 m           | Daniela Schreiber · Alemanha                                                                   | 25.55    | Ionela Cozma · Roménia                                                                 | 25.61    | Camille Muffat · França                                                                | 25.71    |
| 100 m          | Daniela Schreiber · Alemanha                                                                   | 55.59    | Ionela Cozma · Roménia                                                                 | 55.96    | Camille Muffat · França                                                                | 56.47    |
| 200 m          | Ophélie-Cyrielle Etienne · França                                                              | 2:00.44  | Tang Yi · China                                                                        | 2:01.26  | Leah Gingrich · Estados Unidos                                                         | 2:02.04  |
| 400 m          | Mireia Belmonte García · Espanha                                                               | 4:14.29  | Jessica Rodriguez · Estados Unidos                                                     | 4:14.45  | Leah Gingrich · Estados Unidos                                                         | 4:14.49  |
| 800 m          | Ionela Cozma · Roménia                                                                         | 8:38.91  | Wendy Trott · África do Sul                                                            | 8:40.69  | Anastasia Ivanenko · Rússia                                                            | 8:40.81  |
| 1500 m         | Aurélie Muller · França                                                                        | 16:35.32 | Anastasia Ivanenko · Rússia                                                            | 16:40.99 | Wendy Trott · África do Sul                                                            | 16:41.36 |
| Costas         |                                                                                                |          |                                                                                        |          |                                                                                        |          |
| 50 m           | Zhou Yanxin · China                                                                            | 29.49    | Emily Thomas · Nova Zelândia                                                           | 29.58    | Christin Zenner · Alemanha                                                             | 29.61    |
| 100 m          | Natalie Wiegersma · Nova Zelândia                                                              | 1:02.41  | Anastasia Zuyeva · Rússia                                                              | 1:02.83  | Zhou Yanxin · China                                                                    | 1:03.10  |
| 200 m          | Anastasia Zuyeva · Rússia                                                                      | 2:15.27  | Ophélie-Cyrielle Etienne · França                                                      | 2:16.49  | Chen Wen · China                                                                       | 2:17.01  |
| Peito          |                                                                                                |          |                                                                                        |          |                                                                                        |          |
| 50 m           | Wang Qun · China                                                                               | 32.21    | Vitalina Simonova · Rússia                                                             | 32.63    | Zhao Jin · China                                                                       | 32.65    |
| 100 m          | Wang Qun · China                                                                               | 1:09.21  | Vitalina Simonova · Rússia                                                             | 1:09.35  | Caitlin Leverenz · Estados Unidos                                                      | 1:09.94  |
| 200 m          | Vitalina Simonova · Rússia                                                                     | 2:26.58  | Wang Qun · China                                                                       | 2:28.41  | Caitlin Leverenz · Estados Unidos                                                      | 2:28.57  |
| Borboleta      |                                                                                                |          |                                                                                        |          |                                                                                        |          |
| 50 m           | Lyubov Korol · Ucrânia                                                                         | 27.38    | Ilaria Bianchi · Itália                                                                | 27.45    | Lena Celina Hiller · Alemanha                                                          | 27.48    |
| 100 m          | Ilaria Bianchi · Itália                                                                        | 59.57    | Keri-Leigh Shaw · África do Sul                                                        | 1:00.25  | Jemma Lowe · Reino Unido                                                               | 1:00.31  |
| 200 m          | Cartnell Kalisz · Estados Unidos                                                               | 2:12.34  | Jemma Lowe · Reino Unido                                                               | 2:13.52  | Nina Dittrich · Áustria                                                                | 2:13.92  |
| Medley         |                                                                                                |          |                                                                                        |          |                                                                                        |          |
| 200 m          | Caitlin Leverenz · Estados Unidos                                                              | 2:14.45  | Camille Muffat · França                                                                | 2:15.29  | Wang Qun · China                                                                       | 2:18.13  |
| 400 m          | Mireia Belmonte García · Espanha                                                               | 4:47.38  | Anastasia Ivanenko · Rússia                                                            | 4:50.27  | Bianca Meyer · África do Sul                                                           | 4:51.86  |
| Revezamento    |                                                                                                |          |                                                                                        |          |                                                                                        |          |
| 4×100 m livre  | França · Ophélie-Cyrielle Etienne · Justine Lignot · Roxane Devillers Favreau · Camille Muffat | 3:46.73  | Alemanha · Sophie-Luise Dietrich · Lena Celina Hiller · Jenny Lahl · Daniela Schreiber | 3:46.99  | Ucrânia · Olga Danylyuk · Lyubov Korol · Mariya Yatsenko · Darya Stepanyuk             | 3:49.42  |
| 4×200 m livre  | França · Faureau Devillers · Nathalie Hedin · Justine Lignot · Ophélie-Cyrielle Etienne        | 8:12.38  | Rússia · Anastasia Aksenova · Olga Shulgina · Victoria Malyutina · Anastasia Ivanenko  | 8:16.62  | Alemanha · Daniela Schreiber · Lena Celina Hiller · Antje Mahn · Sophie-Luise Dietrich | 8:17.74  |
| 4×100 m medley | Rússia · Anastasia Zuyeva · Vitalina Simonova · Anastasia Aksenova · Olga Shulgina             | 4:10.88  | África do Sul · Karin Prinsloo · Yolana du Plesis · Keri-Leigh Shaw · Christy Lategan  | 4:11.39  | Reino Unido · Georgia Davies · Alexandra Warren · Jemma Lowe · Rachael George          | 4:13.15  |

## Quadro de medalhas
A seguir o quadro final de medalhas. 
| Ordem | País           | Medalha de ouro | Medalha de prata | Medalha de bronze | Total |
| ----- | -------------- | --------------- | ---------------- | ----------------- | ----- |
| 1     | Itália         | 9               | 6                | 2                 | 17    |
| 2     | Estados Unidos | 5               | 1                | 8                 | 14    |
| 3     | França         | 4               | 2                | 2                 | 8     |
| 4     | Rússia         | 3               | 10               | 4                 | 17    |
| 5     | China          | 3               | 2                | 3                 | 8     |
| 6     | Polónia        | 3               | 1                | 0                 | 4     |
| 7     | Espanha        | 2               | 2                | 1                 | 5     |
| 8     | Alemanha       | 2               | 1                | 3                 | 6     |
| 9     | Bélgica        | 2               | 1                | 0                 | 3     |
| 10    | Brasil         | 1               | 3                | 1                 | 5     |
| 11    | Roménia        | 1               | 2                | 0                 | 3     |
| 12    | Sérvia         | 1               | 1                | 0                 | 2     |
| 12    | Nova Zelândia  | 1               | 1                | 0                 | 2     |
| 14    | Áustria        | 1               | 0                | 2                 | 3     |
| 14    | Ucrânia        | 1               | 0                | 2                 | 3     |
| 16    | Bielorrússia   | 1               | 0                | 0                 | 1     |
| 17    | África do Sul  | 0               | 3                | 6                 | 9     |
| 18    | Reino Unido    | 0               | 2                | 2                 | 4     |
| 19    | Malásia        | 0               | 2                | 0                 | 2     |
| 20    | Equador        | 0               | 0                | 1                 | 1     |
| 20    | Lituânia       | 0               | 0                | 1                 | 1     |
| 20    | Panamá         | 0               | 0                | 1                 | 1     |
| Total | Total          | 40              | 42               | 39                | 121   |

Legenda
| Recorde mundial       | Recorde mundial (World record)               |                       | Recorde africano                      | Recorde africano (African) |                                           | Q | Classificado por posição (Qualified) |
| Recorde do campeonato | Recorde do campeonato (Championship record)  | Recorde da América    | Recorde da América (Americas)         | q                          | Classificado por melhor tempo (Qualified) |   |                                      |
| Melhor marca do ano   | Melhor marca do ano (World leading)          | Recorde asiático      | Recorde asiático (Asian)              | DNS                        | Não largou (Did not start)                |   |                                      |
| Recorde nacional      | Recorde nacional (National record)           | Recorde europeu       | Recorde europeu (European)            | DNF                        | Não terminou (Did not finish)             |   |                                      |
| Recorde pessoal       | Recorde pessoal do atleta (Personal best)    | Recorde da Oceania    | Recorde da Oceania (Oceania)          | DSQ / DQ                   | Desclassificado (Disqualified)            |   |                                      |
| Recorde da temporada  | Recorde da temporada do atleta (Season best) | Recorde sul-americano | Recorde sul-americano (South America) | NM                         | Sem marca (No mark)                       |   |                                      |